# Avi Cohen
Avraham (Avi) Cohen (Hebreeuws: אבי כהן)(Caïro, 14 november 1956 – Tel Aviv, 29 december 2010) was een Israëlische voetballer die in de verdediging speelde. Hij werd vooral bekend als speler van Liverpool FC in de Engelse eerste divisie. Voor hij overleed was hij voorzitter van de Israël Professional Footballers Association. Zijn zoon Tamir Cohen is eveneens profvoetballer; hij speelde bij Bolton Wanderers in de Premier League en in de Israëlische nationale ploeg.

## Carrière
Cohen begon zijn carrière bij Maccabi Tel Aviv FC waarna hij vanaf juli 1979 bij Liverpool onder contract kwam voor een vergoeding van 200.000 pond per seizoen. Op 20 september 1980 zorgde Cohen voor enige consternatie door op de joodse feestdag Jom Kipoer te spelen in de competitiewedstrijd Southampton FC - Liverpool. Hij werd hiervoor in de Israëlische media sterk bekritiseerd. Cohen wist geen basispositie te veroveren en ging vanaf november 1981 weer bij Maccabi Tel Aviv spelen. Hij keerde in 1987 terug naar het Verenigd Koninkrijk, voor een korte periode bij Glasgow Rangers dat toen onder leiding stond van zijn voormalige teamgenoot bij Liverpool, Graeme Souness. Cohen beëindigde zijn loopbaan bij Maccabi Netanya.
In 1976 was Cohen met het olympisch elftal op de Olympische Zomerspelen actief. Daarna kwam hij 52 keer uit voor het Israëlisch voetbalelftal, waarbij hij drie doelpunten maakte. In 1979 werd hij voetballer van het jaar in Israël.
Cohen overleed op 54-jarige leeftijd aan de gevolgen van een motorongeval.

## Erelijst
- Maccabi Tel Aviv FC

Ligat Ha'Al (2x): 1977, 1979
Beker van Israël (2x): 1977, 1987
- Liverpool FC

Football League First Division (1x): 1980
Charity Shield (2x): 1979, 1980
Europa Cup I (1x): 1981
- Glasgow Rangers

Scottish League Cup (1x): 1987